# Homalenotus machadoi
Homalenotus machadoi is een hooiwagen uit de familie Sclerosomatidae.